# Groupe SEB
Il Groupe SEB è una multinazionale francese, leader mondiale nella produzione dei piccoli elettrodomestici SEB è l'acronimo di Société d'Emboutissage de Bourgogne.
La società è quotata alla Borsa Euronext di Parigi (sul Comparto A) e fa parte degli indici borsistici: CAC All Shares, CAC All-Tradable, CAC Mid 60, CAC Mid & Small, Euronext 100 e SBF 120.
Dal 1976 il Groupe SEB ha sede a Écully, vicino Lione. Nel corso degli anni novanta ha avviato un processo di espansione internazionale con la creazione di filiali in ogni parte del mondo. È presente in oltre 120 paesi, ed il 70% del fatturato lo ha realizzato all'estero. Il capitale azionario del Gruppo è detenuto per il 43% dagli eredi Lescure.

## Storia
Nel 1857 Antoine Lescure, stagnino, apre un laboratorio di lattoniere a Selongey. Rilevato dal figlio Jean Lescure nel 1865, abbandona l'attività per dedicarsi esclusivamente alla produzione. La fabbrica Jean-Lescure diventerà, grazie alla meccanizzazione della produzione, una delle principali lattoniere del paese 8 .
Con la fine della Grande Guerra, il mondo si evolse e vide lo sviluppo della produzione di manufatti, che avrebbe favorito lo sviluppo della SEB . All'inizio del xx secolo , diversi imprenditori, tra cui Robert Weintraud, fondatore del marchio Rowenta, commercializzavano elettrodomestici. Nello stesso periodo iniziò a Vienne la produzione di ferri da stiro, che portò nel 1917 alla creazione dell'azienda Calor. Tuttavia il mercato resta molto limitato, essendo la casa moderna un privilegio riservato agli ambienti urbani benestanti. I pronipoti di Antoine Lescure (Jean, Frédéric e Henri) rilanciano l'azienda negli anni '30 rinominandola Ferblanterie Lescure Petit-Files e si concentrano su un prodotto di punta, il “filtro per il latte” stampato. Pratico e solido, questo utensile destinato al recupero della crema di latte riscosse un successo immediato, consentendo di ammodernare le infrastrutture produttive.
Da questo momento in poi l'azienda conoscerà una grande crescita basata sulla produzione del prodotto in grandi serie per ridurne il prezzo di costo fornendo al consumatore un prodotto più solido, più maneggevole, più sicuro e più semplice. Forte della sua esperienza nella tecnica dello stampaggio, nel 1944 l'azienda adottò il nome "Société d'embossissement de Bourgogne" o SEB .
Alla fine della Seconda Guerra Mondiale, gli elettrodomestici diventano più diffusi e SEB intraprende la trasformazione della cucina. Il suo prodotto emblematico, la pentola a pressione Super-Cocotte, lanciata nel 1953, fece esplodere rapidamente il suo fatturato. Questo successo ha permesso alla SEB di accelerare il proprio sviluppo basato sull'innovazione, sulle acquisizioni e sui moderni metodi di marketing che hanno preso il via negli anni '60.
Nel 1967 entra nel mercato degli elettrodomestici e lancia la friggitrice elettrica. Nel 1968 acquisisce “Tefal”, specializzata in articoli culinari antiaderenti. Nel 1972 il gruppo acquisì “Calor”, specializzata in ferri da stiro, asciugacapelli e stufe elettriche e iniziò la sua espansione in Inghilterra e negli Stati Uniti.
Nel 1973 viene creata la holding SEB SA e viene organizzato il gruppo. Nel 1975 le azioni SEB vengono quotate alla Borsa di Parigi. Il gruppo si insedia in Giappone. Nel 1976, la sede del gruppo viene trasferita da Lorsgey a Écully ed Emmanuel Lescure viene nominato presidente del gruppo SEB.
Nel 1991, dopo l'espansione geografica iniziata negli anni '70, il gruppo entra con propri uffici in Messico, Polonia, Repubblica Ceca, Slovacchia, Portogallo, Ungheria, Turchia e Canada. Quattro anni più tardi, nel 1995, dopo che Rowenta ha iniziato a commercializzare l'aspirapolvere Dymbo, il gruppo Seb si afferma in Russia, Emirati Arabi Uniti, Brasile, Argentina e lancia la vaporiera elettrica. Entrano nel gruppo Seb anche i marchi Moulinex e Krups.
Nel 1997 il gruppo assume una dimensione globale con l'acquisizione per 220 milioni di dollari della brasiliana Arno, leader in quel Paese nel settore dei piccoli elettrodomestici, della colombiana “Samuraï” e della venezuelana “Volmo”. Nel 1988, rafforza la sua dimensione internazionale con l'acquisizione di “Rowenta”, che produce soprattutto ferri da stiro, caffettiere elettriche, tostapane e aspirapolvere. In quel periodo diventa leader europeo delle piccole apparecchiature domestiche.
Nel 2000 Thierry de La Tour d'Artaise è eletto presidente e amministratore delegato del gruppo SEB. Nel 2001, il gruppo SEB rileva, in amministrazione controllata, parte delle attività del suo storico concorrente Moulinex/Krups. Il decennio successivo è stato poi caratterizzato dallo sviluppo del gruppo nei paesi emergenti, in particolare dall'apertura di filiali in Thailandia, Perù, Malaysia, Taiwan, ecc.
Nel 2004, dopo il lancio del ventilatore per zanzare Repelente di Arno, il gruppo Seb ha acquisito All-Clad, filiale americana di Waterford Wedgwood, che produce articoli culinari di alta gamma per 250 milioni di dollari.  Nel 2005 il gruppo Seb si afferma in Thailandia e Malesia e acquisisce Lagostina (che comprende anche Zyliss), leader italiano negli articoli culinari di alta gamma in acciaio inossidabile; SEB acquisisce inoltre "Panex", leader brasiliano degli articoli culinari, presente principalmente nella fascia media..
Nel 2006, Seb ha acquisito la società americana “Mirro WearEver” per 28 milioni di euro 19 e ha lanciato la friggitrice elettrica senza olio Actifry. Tra il 2006 e il 2007, il gruppo ha acquisito una quota di maggioranza della società cinese “Supor”, quotata alla Borsa di Shanghai. Questa è la prima volta che una società straniera prende il controllo di una società quotata cinese. Questa azienda, specializzata in articoli da cucina e piccoli elettrodomestici, impiega più di 4.000 persone e contribuirà al fatturato a partire dall'autunno dello stesso anno. L'operazione si svolge in due fasi; 30% nell'agosto 2007 per 115 milioni di euro e tre anni più tardi il 21% grazie a un'Opa per 335 milioni. Secondo il management, questa acquisizione consentirà di “rimanere competitivi nel segmento entry-level” e di rifornire direttamente i mercati asiatico e americano.  A questo scopo, nel 2009, è stato aperto un nuovo sito industriale “Supor” a Shaoxing.

Sedi industriali del Groupe SEB nel mondo

Nel 2010, Seb ha acquisito “Imusa”, leader colombiano negli articoli culinari. Nel 2011 il 65% di “AsiaFan”, il principale produttore di ventilatori in Vietnam, che impiega 700 persone, e una quota del 55% in “Maharaja Whiteline”, produttore di piccoli elettrodomestici in India. Nello stesso anno, Seb ha aumentato la sua partecipazione nel capitale di “Supor” al 71,3%..
Nel 2012, in collaborazione con L'Oréal, lancia Steampod. Un anno dopo, nel 2013, lancia il robot da cucina “Moulinex” Cuisine Companion. Nel maggio 2014, Seb diventa azionista unico della “Maharaja Whiteline” acquisendo la quota del 45% che non deteneva nel produttore indiano. Nel luglio 2015, Seb acquisisce “OBH Nordica”, un'azienda svedese specializzata in piccoli elettrodomestici, per una cifra sconosciuta dal fondo di investimento Triton-Partners. Il gruppo ha conosciuto una crescita fulminea, raddoppiando le sue dimensioni in pochi anni. Nel maggio 2016, rileva “Emsa”, azienda tedesca specializzata in caraffe, bottiglie termiche, utensili da cucina e contenitori. Lo stesso mese, Seb annuncia l'acquisizione per 1,6 miliardi di euro (compreso il debito) o, in alternativa, 1,08 miliardi senza debito,  di “WMF”, un'azienda tedesca presente nei piccoli elettrodomestici, ma specializzata soprattutto nelle macchine da caffè. Si tratta della più grande acquisizione nella storia del gruppo.
Nel giugno 2017, SEB inaugura la sua nuova sede a Écully, riunendo diverse sedi nell'area metropolitana di Lione e parte della forza lavoro di Lorsgey. Inoltre il gruppo acquisisce l'azienda svizzera “Swizzz Prozzz”, specializzata in piccoli tritacarne manuali, dotati di sistemi multilama ad alte prestazioni. Nel 2018 lancia con Monoprix un servizio di noleggio di piccoli elettrodomestici con il nome "Eurêcook" per i consumatori urbani.
Il 9 gennaio 2019 rileva “Wilbur Curtis”, il numero 2 americano delle macchine da caffè professionali rafforzandosi nel segmento delle bevande calde e fredde. In ottobre, Seb acquista l'azienda bretone “Krampouz”, specializzata nella progettazione, produzione e commercializzazione di macchine per crêpe, macchine per waffle, planchas e griglie. A fine giugno 2020 SEB ha ceduto la propria attività di giardinaggio a Poetic SAS. L'attività periferica di giardinaggio presente all'interno della filiale EMSA rappresentava circa 10 milioni di euro di fatturato annuo per SEB.. Il 25 gennaio 2021 il gruppo ha deciso di collaborare con Chefclub, brand sui social network. L'obiettivo di questa partnership è aumentare la visibilità dei suoi prodotti e in particolare della gamma di prodotti lanciati tra Tefal e Chefclub.
Colpito dalla pandemia di Covid nel 2020, il gruppo denuncia un calo del 20,9% dell'utile netto rispetto al 2019 (301 milioni di euro contro 380 milioni nel 2019). Nel 2022, Seb acquisisce l'azienda spagnola Zummo, leader mondiale nelle macchine per l'estrazione di succhi di frutta. Nel 2024, rileva il gruppo Sofilac che comprende i marchi Charvet (Isère) e Lacanche (Côte-d'Or). Di conseguenza, la società rafforza la sua presenza sul mercato delle attrezzature da cucina per professionisti, diventando un grande concorrente del gruppo imprenditoriale francese Matfer-Bourgeat. Aspetto curioso: le società Bourgeat e Charvet distano solo 15 km l'una dall'altra.

## Polemiche
Il Groupe SEB è stato criticato per la sua continua presenza nel mercato russo dopo l'invasione dell'Ucraina da parte della Russia.  Nonostante abbia promesso pubblicamente di sospendere i nuovi investimenti e di ridurre “drasticamente” le attività in Russia, la società è stata accusata di non aver ridotto in modo significativo le sue operazioni.  Le notizie indicano un continuo reclutamento attivo di dipendenti, anche per le posizioni della sede centrale, con incentivi quali viaggi d'affari in Europa e potenziali trasferimenti futuri, sollevando dubbi sulla sincerità dell'impegno del Groupe SEB a ridurre la sua presenza in Russia.

## Prodotti fabbricati
- Articoli culinari: padelle, pentole, pentole a pressione, pentole, utensili, ecc.
- Cottura elettrica: tostapane, friggitrici, vaporiere, barbecue, piastre per waffle, forni a libera installazione, ecc.
- Preparazione: robot, impastatrici, mixer, macchine da caffè filtro o a cialde, macchine per la birra
- Cura del bucato: ferri da stiro a vapore, generatori di vapore, lavatrici non automatiche, ecc.
- Cura della persona: bilance elettroniche, asciugacapelli, epilatori, tagliacapelli, set manicure, ecc.
- Comfort & Home Care: radianti, stufe mobili, ventilatori, trattamento aria, aspiratori, ecc.
- Hobby:  console di gioco (Telescore 750, 752).
- Oggetti connessi: i-Companion, robot multicooker connesso, che ha vinto il premio per la cucina al Trofeo Oggetti Connessi 2016.
- Biciclette elettriche: l'azienda si diversifica producendo dal 2020 biciclette elettriche per il marchio Angell.

## Marchi internazionali
- All-Clad
- Krups
- Lagostina
- Moulinex
- Rowenta
- Tefal